# Каратаєв Вадим Костянтинович
Вади́м Костянти́нович Карата́єв (нар. 15 січня 1964, Комунарськ, Луганська область, УРСР - пом. 8 грудня 2020, Алчевськ) — радянський та український футболіст, захисник та півзахисник. Майстер спорту СРСР (1986).

## Клубна кар'єра
Кар'єру гравця розпочав у 1980 році в складі київського «Динамо», але через дуже високу конкуренцію в головній команді, змушений був виступати в першості дублерів. У 1981 року перейшов до друголігового «Стахановця», в складі якого в радянській першості зіграв 2 матчі. У 1982 році повернувся в «Динамо», але там знову був змушений виступати лише в дублюючому складі. У 1984 році дебютував у першій команді, але до гравців основної групи не належав. З 1984 по 1987 рік у Вищій лізі зіграв 18 матчів та відзначився 1 голом, ще 3 матчі провів у кубку СРСР. 18 березня 1987 року зіграв свій єдиний поєдинок у Кубку європейських чемпіонів проти стамбульського «Бешікташу», Вадим зіграв останні 7 хвилин поєдинку, а кияни перемогли з рахунком 2:0. Але того ж року перейшов до складу одеського «Чорноморця», а потім опинився в бакинському «Нефтчі». Після цього по року відіграв у «Ністру» (Кишинів) та «Кристалі» (Херсон).
У 1991 році виїхав до Польщі, де по сезону відіграв в «Орленті» (Луков) та «Петрохімії» (Плоцьк). У сезоні 1993/94 років виступав у ізраїльському «Хапоелі» (Ашкелон), а по завершенні сезону вирішив завершити кар'єру футболіста.

## Кар'єра в збірній
Залучався до молодіжної збірної СРСР. У 1982 році став бронзовим призером юнацького чемпіонату Європи. Також брав участь в юнацькому чемпіонаті світу 1983 року. Загалом у складі радянської «молодіжки» зіграв 5 матчів та відзначився 2-а голами.
У 1983 році також був учасником Літньої спартакіади народів СРСР у складі збірної УРСР.

## Досягнення

### Клубні
- Вища ліга чемпіонату СРСР
  -  Чемпіон (2): 1985, 1986

- Кубок СРСР
  -  Володар (1): 1987

### Збірна
- Юнацький чемпіонат Європи з футболу
  -  Бронзовий призер (1): 1982

### Відзнаки
- Майстер спорту СРСР (1986)